# Trouble de la personnalité narcissique
 Mise en garde médicale
Ne doit pas être confondu avec le Trouble de la personnalité histrionique, où la personne ne se croit pas meilleur que les autres mais recherche juste maladivement de l'attention
Le trouble de la personnalité narcissique (TPN) est un trouble de la personnalité  marqué par un besoin excessif d’admiration, une tendance à la manipulation,, un manque d’empathie,, un sentiment de supériorité, et une propension au mensonge afin de préserver une image idéalisée de soi.
Les symptômes apparaissent au début de l'âge adulte. Le sujet narcissique recherche une gratification en lui-même, et s'attache peu au jugement des autres, est très focalisé sur ses problèmes d'adéquation personnelle, de puissance et de prestige.
Le trouble de la personnalité narcissique est étroitement lié à l'égocentrisme.

## Origines
La notion de narcissisme dérive d'un personnage de la mythologie antique, Narcisse, dont l'histoire est racontée notamment dans Les Métamorphoses d'Ovide (livre III, v. 339-510). Narcisse, amoureux de sa propre image, se mira de trop près dans l'eau de la rivière et s'y noya.
Le mot de « narcissisme » (Narcismus), formulé en 1899 par le psychiatre Paul Näcke à la suite du médecin et psychologue Havelock Ellis qui utilise en 1898 l'expression « narcissus-like », a été repris par Freud dans Pour introduire le narcissisme (Zur Einführung des Narzissmus, 1914), où ce dernier définit le concept de narcissisme en psychanalyse. Le narcissisme ainsi défini désigne l'amour de soi, qui constitue une phase normale dans la constitution de la personnalité de l'enfant. Freud distingue alors un narcissisme primaire (l'enfant se prend lui-même comme objet d'amour avant de se porter vers un objet extérieur) et un narcissisme secondaire (le sujet retourne vers lui-même déçu de ne pas avoir obtenu la satisfaction de son désir extérieur).
La psychologie clinique a tenté de proposer une définition clinique du narcissisme comme trouble se manifestant dans l'environnement social par des symptômes comportementaux caractéristiques qui permettent de le diagnostiquer.

## Caractéristiques

### D'après le DSM-5

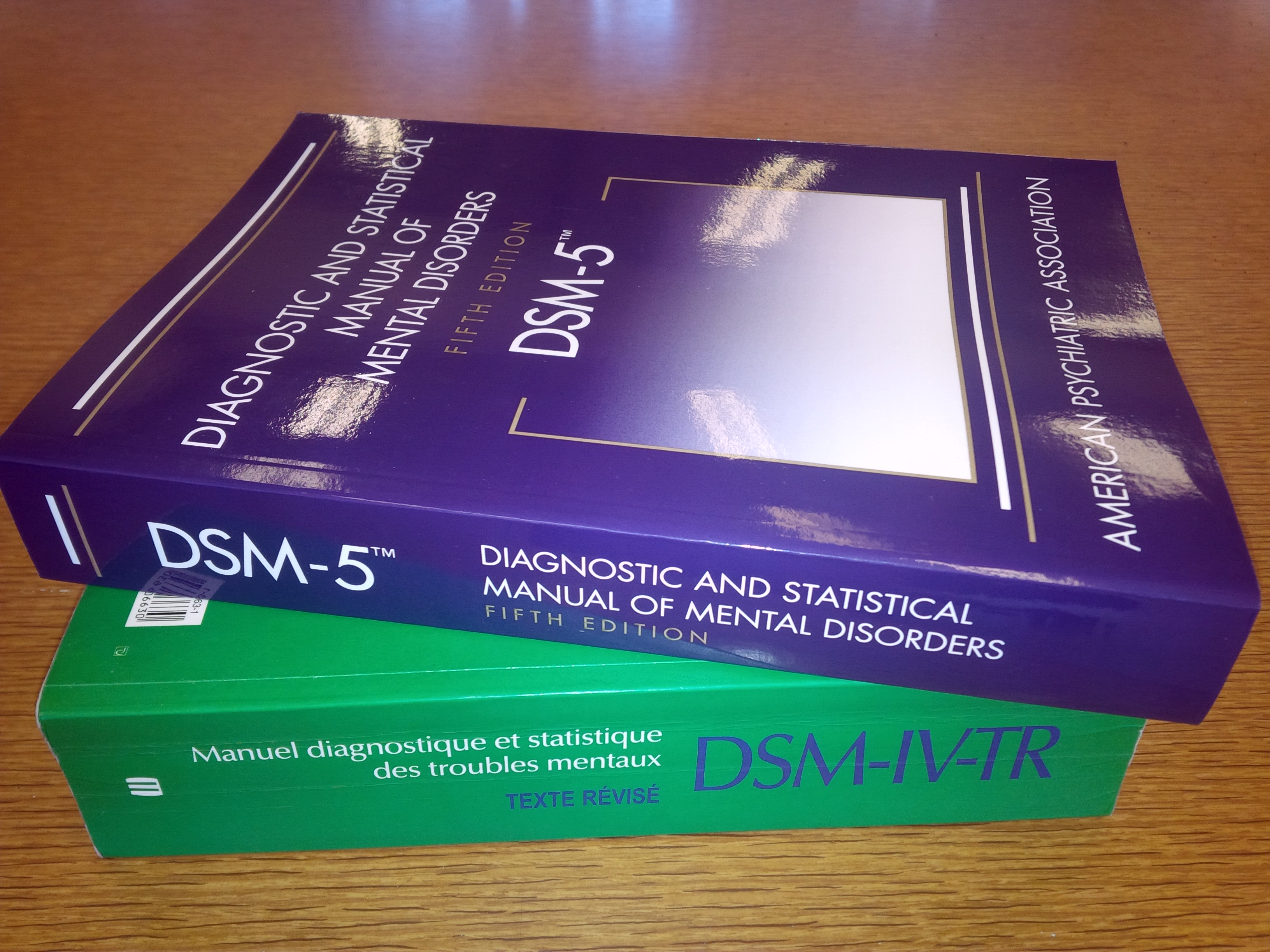
DSM-5 & DSM-IV-TR.

Le trouble de la personnalité narcissique est décrit dans le Manuel diagnostique et statistique des troubles mentaux (DSM-5) qui classifie chaque trouble de la personnalité dans un groupe parmi trois, en fonction des symptômes qui les caractérisent. Cette classification place le trouble de la personnalité narcissique dans le groupe B des troubles de la personnalité, troubles caractérisés par un sentiment excessif d'importance personnelle. Ce groupe inclut également le trouble de la personnalité borderline, le trouble de la personnalité histrionique et le trouble de la personnalité antisociale.
Pour le DSM-5, le patient présente au moins cinq des symptômes suivants :
- le sujet a un sens grandiose de sa propre importance (par exemple, surestime ses réalisations et ses capacités, s'attend à être reconnu comme supérieur sans avoir accompli quelque chose en rapport) ;
- idéalise un alter-ego conçu comme objet principal de ses discussions ;
- est absorbé par des fantasmes de succès illimité, de pouvoir, de splendeur, de beauté, de perfection, ou d'amour idéal ;
- s'énerve facilement quand on ne répond pas à ses désirs ou à ses besoins ;
- pense être « spécial » et unique et ne pouvoir être admis ou compris que par des institutions ou des gens spéciaux et de haut niveau ;
- montre un besoin excessif d'être admiré ;
- pense que tout lui est dû : s'attend sans raison à bénéficier d'un traitement particulièrement favorable et à ce que ses désirs soient automatiquement satisfaits ;
- exploite l'autre dans les relations interpersonnelles : utilise autrui pour parvenir à ses propres fins (mensonges, chantages, violence verbale, etc.) ;
- manque d'empathie : n'est pas disposé à reconnaître ou à partager les sentiments et les besoins d'autrui ;
- envie souvent les autres, ou croit que les autres l'envient ;
- cache des informations aux autres pour arriver à ses fins ;
- fait preuve d'attitudes et de comportements arrogants et hautains.

### D'après la CIM-10
Le trouble de la personnalité narcissique est également répertorié dans le Manuel de Classification International des maladies (CIM) ICD-10 publié par l'Organisation mondiale de la santé. Le CIM décrit le trouble de la personnalité narcissique négativement, comme « un trouble de la personnalité qui n'entre dans aucune rubrique spécifique ». Le trouble de la personnalité narcissique est relégué dans une catégorie intitulée « Autres troubles de la personnalité spécifiques », qui inclut également les troubles excentrique, « haltlose », immature, passif-agressif, et psychoneurotique.
Le CIM-10 décrit le trouble de personnalité narcissique comme un trouble de la personnalité qui « n'entre dans aucune des catégories spécifiques » F60.0-F60.7.
Le trouble de la personnalité narcissique est donc le trouble de la personnalité qui (malgré certaines nuances de recoupement) n'entre pas dans les catégories :
- F60.0 Trouble de la personnalité paranoïaque ;
- F60.1 Trouble de la personnalité schizoïde ;
- F60.2 Trouble de la personnalité dissocial ;
- F60.3 Trouble de la personnalité borderline ;
- F60.4 Trouble de la personnalité histrionique ;
- F60.5 Trouble obsessionnel compulsif ;
- F60.6 Trouble de la personnalité évitante ;
- F60.7 Trouble de la personnalité dépendante.

## Prévalence
0,4 % de la population souffre de ce trouble et de 2 % à 16 % de la population clinique. Une métaétude suggère que sa prévalence médiane atteindrait 1,6 %. Il peut affecter les deux sexes mais est nettement plus souvent diagnostiqué chez les hommes, que cela corresponde ou non à ses taux réels de prévalence.

## Causes hypothétiques
L'étiologie de ce trouble est encore assez peu connue. Toutefois, certaines causes sont admises comme pouvant être à l'origine du trouble :
- caractère hypersensible à la naissance ;
- être utilisé par ses parents comme moyen de réguler leur propre estime de soi ;
- maltraitance émotionnelle sévère durant l'enfance ;
- n'avoir pas été flatté pour ses qualités personnelles par son entourage ;
- mauvaise estime de soi durant l'enfance ;
- absence de soutien réel de la part de l'entourage et rancœur à leur égard ;
- avoir appris des comportements manipulateurs de ses parents.

Certaines caractéristiques narcissiques sont communes et normales dans les phases de développement. Lorsque ces caractéristiques s'accompagnent d'un échec de l'entourage et des relations interpersonnelles, et s'étendent à l'âge adulte, ils peuvent s'intensifier jusqu'à devenir trouble de la personnalité narcissique. Certains psychothérapeutes pensent que l'étiologie du trouble est, en termes freudiens, le résultat d'une fixation à la jeune enfance. Lorsqu'un adolescent ne reçoit pas suffisamment de reconnaissance pour ses talents entre dix et seize ans, il pourrait souffrir d'un trouble de la maturité et rester dans la phase narcissique de développement.
Il pourrait exister une composante héréditaire.

## Données cliniques
Le trouble de la personnalité narcissique peut résulter d'un sentiment d'inadaptation et de défectuosité personnelle. Ce sentiment peut aller jusqu'au point de croire que les autres ne pourront l'accepter. Cette croyance est totalement inconsciente, et les personnes souffrant d'un trouble de la personnalité narcissique nieraient un tel sentiment si elles étaient questionnées en ce sens. Afin de se protéger contre le rejet extraordinairement douloureux et l'isolement (imaginé) qui s'ensuivrait si les autres se rendaient compte de leur nature défectueuse, ces personnes développent de puissantes protections afin de contrôler ce que les autres perçoivent et leur comportement à leur égard.
Ces symptômes, qui ont tendance à isoler les sujets, sont particulièrement douloureux pour la personne ainsi que pour son entourage direct.
Les personnes narcissiques ont souvent un besoin de contrôle important, une tendance à la critique et à l'égocentrisme. Ils acceptent difficilement les avis différents, n'ont pas conscience des besoins des autres, ni des effets de leur propre comportement sur leur entourage. Ils se montrent intransigeants et attendent des autres qu'ils les voient tels qu'ils désirent être vus. Ils peuvent aussi être très exigeants face à leurs enfants, les voyant comme des extensions d'eux-mêmes, et voulant par là-même que leur enfant les représente dans le monde comme ils se fantasment (ainsi est rapporté le cas d'un père narcissique qui était avocat et exigeait de son fils, qu'il avait toujours traité comme son favori, d'entrer dans la profession légale. Lorsque son fils choisit une autre carrière, le père le rejeta et le déprécia).
Ces caractéristiques mènent les parents souffrant de troubles de la personnalité narcissique à être très intrusifs dans certains domaines et très négligents dans d'autres domaines. Différents types de « punitions » peuvent être utilisés afin que les enfants agissent comme leurs parents en ont besoin, comme la maltraitance physique, des crises de colère, le blâme, la culpabilisation, l'abandon émotionnel, etc.
Les personnes souffrant du trouble de la personnalité narcissique se sentent communément rejetées, humiliées, et menacées. Pour s'en protéger ces personnes utilisent souvent le dédain, la résistance à toute forme de critique, réelle ou imaginaire. Afin d'éviter de telles situations, certaines personnes narcissiques abandonnent toute vie sociale et peuvent feindre la modestie ou l'humilité. Dans le cas du sentiment d'absence d'admiration, d'adulation et d'affirmation, le sujet peut aussi manifester des désirs d'être craint et d'être célèbre.
Même si les individus souffrant du trouble de la personnalité narcissique sont souvent ambitieux et réussissent, leur inaptitude à supporter les déboires, les désaccords et les critiques, ainsi que leur manque d'empathie, rendent les collaborations professionnelles de long terme avec ces individus difficiles.
De nombreuses théories font état de liens entre le trouble de la personnalité narcissique et le sentiment de honte.
Glen Gabbard suggère que les liens entre trouble de la personnalité narcissique et sentiment de honte se divisent en deux catégories : le type « inconscient », qui est grandiose, arrogant et insensible, et le type « hypervigilant », facilement blessé, hypersensible et honteux. Il suggère que le type « inconscient » présente un moi grand, puissant, grandiose qu'il veut admiré, envié, apprécié ; un moi externe qui est l'antithèse du moi interne, affaibli, caractéristique de l'état de honte. C'est ainsi que le moi interne du type « inconscient » se défend contre la dévalorisation ; tandis que le type « hypervigilant » neutralise la dévalorisation en voyant les autres injustes. Le type « hypervigilant » ne se défend pas contre la dévalorisation ; il en est obsédé.

## Traitement et pronostic
La plupart des psychiatres et des psychologues considèrent le trouble de la personnalité narcissique comme un état relativement stable lorsqu´il est le principal symptôme. James F. Masterson présente une des principales approches de thérapie du trouble narcissique, tandis que Johnson discute d'un continuum de types et de thérapies.
De façon générale, le narcissisme est une des composantes les plus profondes de la personnalité plus qu'un désordre chimique, et le traitement médicamenteux est souvent sans effet. La Schema Therapy, une forme de thérapie développée par Jeffrey E. Young qui intègre différentes approches thérapeutiques (psychodynamique, cognitive, comportementale, etc.), offre une voie possible de traitement du trouble de la personnalité narcissique.
Il est rare que des patients recherchent une thérapie à leur trouble narcissique. Les peurs inconscientes d'exposition et d'inadéquation causent un dédain défensif du processus thérapeutique,.